# Jerry Scheff

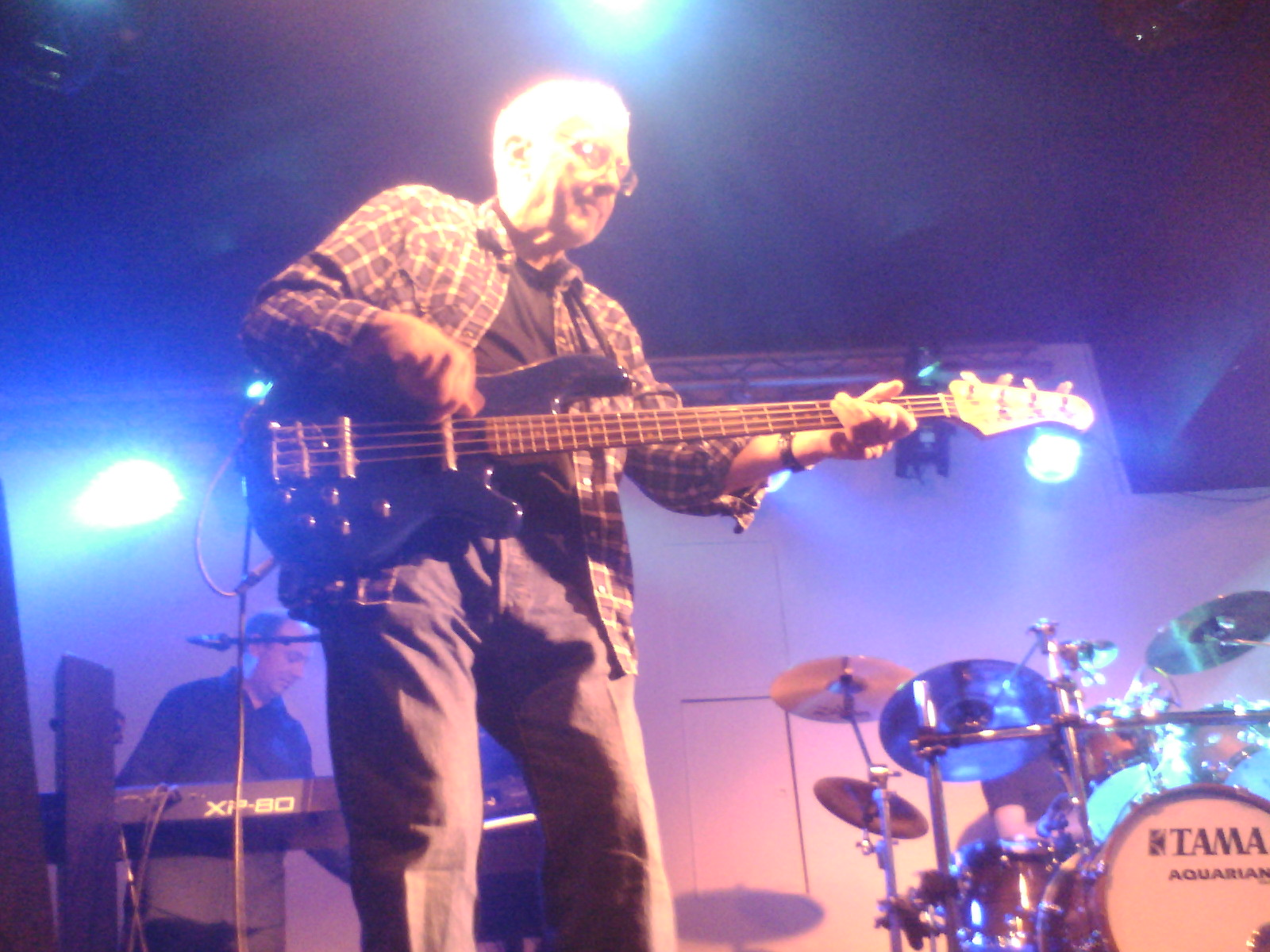
Jerry Scheff (2013)

Jerry Obern Scheff (* 31. Januar 1941) ist ein US-amerikanischer Musiker. Er ist vornehmlich als Bassgitarrist bekannt. Scheff war Mitglied von Elvis Presleys Begleitband TCB Band.

## Leben und Karriere
Scheff wuchs in Vallejo (Kalifornien) auf. Nach seiner Militärzeit bei der United States Navy ging er ans San Diego State College, wobei er seinen Unterhalt als Musiker in Hotelbands verdiente. Als bei einer Tour in Palm Springs das Hotel abbrannte und dabei die gesamten Instrumente zerstört wurden, beschloss er nach Los Angeles zu ziehen. Dort arbeitete er als Studiomusiker.
1966 nahm Scheff mit der Gesangsgruppe The Association deren Debütalbum And Then… Along Comes the Association auf. Der Titel Along Comes Mary wurde der erste große Hit der Band und landete auf Platz sieben der US-Charts. Bei der Aufnahme hatte sich Scheff zwar verspielt, aber folgende Coverversionen übernahmen diesen Fehler. In der Folgezeit etablierte sich Scheff als einer der bedeutendsten Studio-Bassgitarristen in Los Angeles. Er spielte unter anderem auf Alben von Neil Diamond, Sammy Davis junior, Nancy Sinatra, The Everly Brothers, Pat Boone oder Barbra Streisand.
1971 wurde Scheff von The Doors für deren Album L.A. Woman verpflichtet. Anschließend gab es Überlegungen, ihn als Mitglied in die Band aufzunehmen. Jedoch machte der Tod Jim Morrisons in Paris diese Idee zunichte und Scheff nahm ein Angebot an, Mitglied der Begleitband TCB Band für Elvis Presley zu werden, bei der er bereits Ende der 1960er Jahre kurzzeitig mitgespielt hatte. Mit Unterbrechung war Scheff von 1969 bis 1977 in der Band von Presley. Auf DVD ist er unter anderem 1973 bei Aloha from Hawaii, dem ersten in mehrere Länder per Satellit live übertragenen Konzert zu sehen.
Ab 1978 spielte er auf der Europatour von Bob Dylan. In den 1980er Jahren arbeitete er erneut hauptsächlich als Studiomusiker. Vor allem John Denver und Elvis Costello sowie Roy Orbison griffen auf seine Dienste zurück. Von 1997 an spielte Scheff mehrere Jahre bei „Elvis – The Concert“, einer Show, in der die großen Hits Presleys gespielt werden, mit.

## Persönliches
Scheffs Kinder sind ebenfalls Musiker. Jason Scheff spielt seit 1985 als Bassist bei Chicago.